# Greg K.
Gregory David Kriesel (Glendale, 20 januari 1965), beter bekend onder zijn artiestennaam Greg K., is een Amerikaanse bassist, bekend als de bassist en medeoprichter van de Amerikaanse punkrockband The Offspring waar hij van 1984 tot 2018 bij zat.

## Biografie
Greg K. werd geboren in Glendale en groeide op in Huntington Beach samen met zijn oudere broer waar hij tot 1996 bij zijn ouders woonde. Hij behaalde in 1984 zijn diploma voor financiën op het Cal State Long Beach.
In 1984 begon hij muziek te spelen met zijn vriend en cross-country teamgenoot Dexter Holland die de drums bespeelde. De band ontstond nadat het duo er niet in slaagde om deel te nemen aan een concert van Social Distortion. Nadat James Lilja was aangenomen als hun drummer, schakelde Holland over op zang en gitaar en werd de naam van de band 'Manic Subsidal'. Na een jaar kwam Noodles erbij als gitarist en veranderde Manic Subsidal hun naam in The Offspring in 1986. Nadat in 1987 drummer Ron Welty op 16-jarige leeftijd bij de band kwam ter vervanging van James Lilja begon de band in 1989 met het opnemen van hun debuutalbum.
Bij hun derde album Smash in 1994 kreeg The Offspring een doorbraak. Voor de doorbraak van de band werkte Kriesel bij een drukkerij in Orange County. Vlak voor het release van Smash nam Kriesel ontslag. "Iedereen dacht dat ik gek was", gaf hij toe, maar hij dacht: "Het is niet alsof ik de beste baan ter wereld heb opgegeven. Als dit niet lukt, kan ik altijd een andere baan krijgen". Kriesel's vader werkte als investeringsbankier en hij wilde dat zijn zoon een opleiding tot advocaat zou volgen. Kriesel richtte ook samen met Holland een platenlabel op, Nitro Records. Kriesel was naast Holland en Noodles een van de leden van The Offspring die op negen van de studioalbums van de band verscheen, vanaf hun debuut The Offspring (1989) tot Days Go By (2012). Kriesel staat vooral bekend om zijn stille en introverte karakter en stond meestal in de achtergrond van de band en in tegenstelling tot de andere leden, gaf hij zelden interviews. Kriesel heeft naast The Offspring nooit bij een andere band gezeten.

### Vertrek van The Offspring en rechtszaak
In november 2018 werd Kriesel ontslagen van de band vanwege een zakelijk meningsverschil waar Greg beweerde dat hij recht had op 1/3 eigendom en winst van de band door middel van een mondelinge overeenkomst, maar Noodles en Dexter beweerden dat er geen overeenkomst was en zij de enige 2 eigenaren waren. Een paar dagen later kreeg Kriesel een telefoontje van de manager met de mededeling dat hij niet langer lid was van The Offspring en dat hij niet meer mocht deelnemen aan bandgelerateerde activiteiten; zoals studio-opnames en liveoptredens en hoorde daarna niks meer van de band. Als vervolg voor zijn afwezigheid werd Todd Morse de officiële vervanger voor Kriesel. Ook moesten alle bastracks die Kriesel al had opgenomen voor Let the Bad Times Roll werden herschreven en opnieuw worden opgenomen door Dexter Holland. Zijn vertrek is nooit bekendgemaakt door de band maar door Kriesel zelf op zijn Twitter-account.
In augustus 2019 spande Kriesel een rechtszaak tegen Dexter Holland en Noodles vanwege Kriesels gedwongen vertrek in 2018. Greg beweerde dat Dexter en Noodles samenspanden om hem uit de band te schoppen en zonder een eerlijke vergoedingen al zijn financiële compensatie en rechten op toekomstige inkomsten te nemen. Ook maakte Greg enkele individuele opmerkingen over de soorten vergoedingen die hij verschuldigd is. Daarnaast werd specifiek vermeldt dat Dexter en Noodles "de rechten van Greg als gelijkwaardige partner ontkenden".
De tegenaanklacht die werd ingediend door de advocaten van Dexter ontkende in feite gewoon veel van de individuele punten en beweerden dat Kriesel blijkbaar werd gevraagd en ermee instemde de band te verlaten nadat er verschillen waren ontstaan tussen hoe Kriesel het heden en de toekomst van de band zag, en hoe Dexter en Noodles zich het heden en de toekomst van de band voorstelden. Nadat Dexter en Noodles verdere onderhandelingen wouden doen over bepaalde aandelen beëindigde Kriesel blijkbaar die onderhandelingen en spande de rechtszaak aan.
In 2023 werd bekend dat de rechtszaak van Kriesel tegen Dexter en Noodles werd stop werd gezet en buiten de rechtbank verder werd afgehandeld.

### Persoonlijk
Kriesel is sinds 1998 getrouwd met Jane Kriesel en heeft 4 zoons Michael, Matthew, Nolan en Nathan en is tegenwoordig woonachtig in Huntington Harbour in Californië. Kriesel besteedt veel van zijn tijd aan het spelen van golf, zijn favoriete hobby, kamperen, vissen, het beoefenen van Basejumpen, en verzamelt Tiroolse hoeden. Tijdens een concert riep Kriesel "Gooi alsjeblieft hoeden naar me op het podium" vanwege zijn hobby.

## Apparatuur
Greg K. speelt met een plectrum. Sinds 1989 gebruikte Kriesel een Fender Preciscion basgitaar die hij ook gebruikte voor de albums The Offspring (1989), Ignition (1992) en Smash (1994). Sinds 1995 gebruikt Kriesel de Custom Ibanez ATK 300 basgitaar die hij tot 2003 gebruikte. Voor veel fans werd deze gezien als een van iconische basgitaren van Kriesel. Hij gebruikte de Custom Ibanez ATK 300 basgitaar voor de albums Ixnay on the Hombre (1997), Americana (1998), Conspiracy of One (2000) en Splinter (2003). Op een aantal van deze modellen had Kriesel roodgekleurde diodes op de fretten gezet. Dit accessoire wordt met name gebruikt tijdens de introductie van het nummer "Bad Habit".
Sinds 2004 gebruikte Kriesel de Ibanez RDGD 500 basgitaar. In de videoclip van "Can’t Repeat" uit 2005 gebruikte Kriesel een Ibanez RDGD 500 die meerdere malen bedekt was met de letter "K" vanwege zijn artiestennaam. De Ibanez RDGD 500 gebruikte Kriesel voor de twee nieuwe nummers op het Greatest Hits (2005) en voor het album Rise and Fall, Rage and Grace (2008).
Sinds 2009 begon Kriesel weer de Fender Precision basgitaar te gebruiken die hij gebruikte voor het album Days Go By (2012).

## Discografie
| Jaar | band           | Titel                         |
| ---- | -------------- | ----------------------------- |
| 1984 | Manic Subsidal | We Got Power: Party Animal II |
| 1989 | The Offspring  | The Offspring                 |
| 1991 | The Offspring  | Baghdad                       |
| 1992 | The Offspring  | Ignition                      |
| 1994 | The Offspring  | Smash                         |
| 1997 | The Offspring  | Club Me                       |
| 1997 | The Offspring  | Ixnay on the Hombre           |
| 1998 | The Offspring  | Americana                     |
| 1998 | The Offspring  | A Piece of Americana          |
| 2000 | The Offspring  | Conspiracy of One             |
| 2003 | The Offspring  | Splinter                      |
| 2005 | The Offspring  | Greatest Hits                 |
| 2008 | The Offspring  | Rise and Fall, Rage and Grace |
| 2012 | The Offspring  | Days Go By                    |
| 2014 | The Offspring  | Summer Nationals              |
| 2021 | The Offspring  | Gone Away                     |